# Constant Dirckinck-Holmfeld

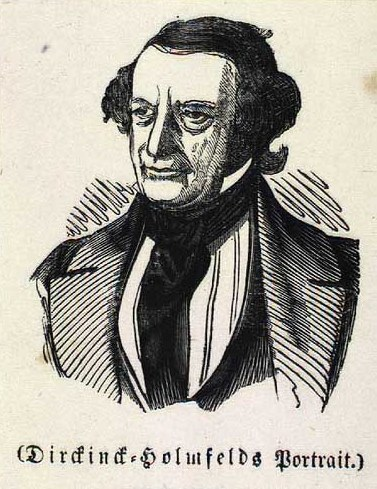
Constant Dirckinck-Holmfeld

Constant Dirckinck-Holmfeld, auch Constantin Dirking-Holmfeld, Konstantin Freiherr von Dirckinck-Holmfeld, vollständig Constant Peter Heinrich Maria Walpurgis Dirckinck Friherre af Holmfeld, Pseudonyme C. Imanuel und Thiresias (Erasmus) (* 24. Februar 1799 in Bocholt; † 3. Juni 1880 in Pinneberg) war ein deutsch-dänischer Verwaltungsjurist und Publizist. Als Verfechter der Gesamtstaatstheorie geriet er zwischen die Fronten der deutsch-dänischen Auseinandersetzung in der Schleswig-Holstein-Frage.

## Leben
Dirckinck-Holmfeld stammte aus einer ursprünglich katholischen westfälisch/niederländischen Offiziersfamilie, die in Dänemark sesshaft geworden war. Er war das älteste Kind des Obersten und Flottenkapitäns der Niederlande Arnold Christian Leopold Edler von Dirckinck (1763–1828) und dessen Frau Anna Helene Holm (1776–1809), der Tochter eines dänischen Amtmanns in Norwegen. Sein Vater wurde 1806 in den dänischen Adel rezipiert und erhielt mit Patent vom 30. Mai 1828 den Titel Freiherr von Holmfeld. Der Seeoffizier und Diplomat Ulysses Dirckinck-Holmfeld (1801–1877) und der Seeofizier Edwin von Dirckinck-Holmfeld (1802–1896) waren Constants jüngere Brüder.
Constant Dircking-Holmfeld kam 1813 nach Kopenhagen. Ab 1814 studierte er Rechtswissenschaften an der Universität Kopenhagen. 1818 legte er hier das Erste Juristische Examen ab. Nach einem kurzen Aufenthalt in Kiel bestand er 1819 das Amtsexamen vor dem Obergericht Gottorf. Er trat in den dänischen Verwaltungsdienst für die Herzogtümer, zunächst als Auditor bei der Deutschen Kanzlei in Kopenhagen. 1820 wurde er zum königlich dänischen Kammerjunker ernannt. Er widmete sich weiteren Studien in der Philosophie und der Staatswissenschaft. 1823 unternahm er eine Studienreise an die Universität Leiden und 1826 an die Universität Göttingen.
Von August 1829 bis zu seiner Entlassung am 23. September 1840 war er Amtsschreiber/Zweiter Beamter beim Amt Schwarzenbek im Herzogtum Lauenburg. 1831 erhielt er den Titel Amtmann. Nach seiner Entlassung ging er nach Kopenhagen und wurde hier zum Dr. jur. promoviert.
Schon seit den 1820er Jahren war er publizistisch tätig. Zuerst hatte er 1824 dem König Vorschäge zur Errichtung eines Freihafens gemacht und, teils anonym, verschiedene Schriften zur Wirtschaftspolitik verfasst. 
In den 1830er Jahren wandte er sich der schwierigen Schleswig-Holstein-Frage zu. Seine Tätigkeit als Redaktionsmitglied beim Altonaer Politischen Journal brachte ihn in Konflikt mit der dänischen Zensurbehörde. 
Dircking-Holmfeld war ein leidenschaftlicher Verfechter des dänischen Gesamtstaates sowohl gegen deutsche als auch gegen dänische Betrebungen nach einem Nationalstaat. In der Öffentlichkeit galt er als der „Gründer der dänischen Gesamtstaatstheorie“. Diese Ansichten entwickelte er bereits 1834 in einer Bearbeitung von David Hansemanns Schriften über Preußen und Frankreich und vertrat sie 1835 in einer publizistischen Auseinandersetzung mit Franz Hermann Hegewischs Für Holstein. Mit Unterstützung durch König Christian VIII. veröffentlichte er Schriften zur Erbfrage, so 1884 den Essai Historique sur la Question de la Succession du Royaume de Danemark.
Nach der Schleswig-Holsteinischen Erhebung kodifierte das Londoner Protokoll (1852) im wesentlichen Dirckinck-Holmfelds Ansichten, war jedoch nicht in der Lage, den Konflikt auf Dauer beizulegen. Die radikaleren Kräfte sollten sowohl in Dänemark als auch in Schleswig-Holstein sich als stärker erweisen. Dies führte letztlich zum Deutsch-Dänischen Krieg - in dem Dirckinck-Holmfeld einen seiner Söhne verlor.

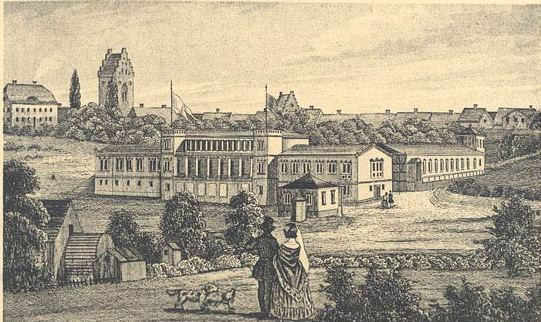
Kuranstalt Maglekilde

1851 erwarb Constant Dirckinck-Holmfeld die Kuranstalt Maglekilde bei Roskilde als Wohnsitz. Verschiedene Versuche, in die Politik einzusteigen und einen Sitz im Folketing zu erlangen, waren erfolglos geblieben. Dirckinck-Holmfeld blieb aber weiterhin publizistisch ein Verfechter des gefährdeten Gesamtstaats. Die Dänischen Sprachreskripte von 1851 lehnte er ab. Seine kritischen Pamphlete gegen die zu scharfe Haltung der Regierung gegenüber den schleswig-holsteinischen Landständen entfachten einen Sturm der Empörung. Am 13. Mai 1861 zerstörte ein nationalistischer Mob sein Haus in Roskilde. Dirckinck-Holmfeld floh und ließ sich zunächst in Hamburg, dann in Pinneberg nieder.
Neben seinen politischen Schriften waren schon seit den 1820er Jahren Mystik und Spiritismus ein Schwerpunkt des publizistischen Wirkens von Dirckinck-Holmfeld. Dies verstärkte sich noch nach dem Deutsch-Dänischen Krieg, der mit dem Ende des Gesamtstaats das endgültige Scheitern seiner politischen Ansichten mit sich brachte. Er war auswärtiges Ehrenmitglied der National British Association of Spiritualists. Auch übersetzte er Werke von Emanuel Swedenborg aus dem Lateinischen ins Dänische. Dirckinck-Holmfeld war in der Lage, seine Schriften in dänischer, deutscher, französischer und englischer Sprache zu veröffentlichen.
Constant Dirckinck-Holmfeld war zweimal verheiratet, zuerst seit 1827 mit Anna Susanna, geb. Kinckel, adopt. Castonier (1799–1836). Nach ihrem Tod heiratete er 1837 Julie Wilhelmine, geb. Rothe (* 15. Mai 1813 in Kopenhagen; † 16. Dezember 1877 in Pinneberg), eine Tochter des dänischen Generalmajors Harald Rothe. Zu den Kindern aus erster Ehe zählten der Maler Helmuth Dirckinck-Holmfeld (* 1835 in Schwarzenbek; † 1912 in Seattle) und Johannes Dirckinck-Holmfeld (1836–1864), der als dänischer Leutnant in der Schlacht von Oeversee fiel. Aus der zweiten Ehe stammte Tusky Susanne Charlotte Dirckinck-Holmfeld (1839–1924), die Mutter des Marine-Schriftstellers Walter Christmas-Dirckinck-Holmfeld (1861–1924).
Constant Dirckinck-Holmfeld starb in Pinneberg und wurde auf dem Friedhof in Rellingen beigesetzt.

## Werke
- Nordische Vorzeit und Mythen.
  - Heft 1: Über den geistigen Gehalt der alten Religionen und Mythen: als Einleitung zur Erklärung der nordischen Mythen. Kopenhagen: Tengnagel 1828
  - Heft 2: Über die Ansichten von der nordischen Vorzeit: als allgemein-historische Vorarbeit zur Erklärung der nordischen Mythen. Kopenhagen: Robert 1829
- Grossbritanniens und der Vereinigten Staaten neuere Handelspoliti : mit Beziehung auf die Grundsätze des Canningschen Ministeriums. Kopenhagen: Gyldendal in Komm. 1829
- Freyheit und Ordnung im Kampf mit Frechheit und Aufruhr: für Holland wider Belgien & Cons. S.l. 1833
- Ueber Forst-Verwaltung insbes. über die Nothwendigkeit des Bestehens einer ausgedehnten Staats-Forst im dänischen Staate. Hamburg: Voigt 1834
- Beleuchtung der Schrift: für Holstein, nicht gegen Dännemark, und der Grundsätze, welche bei deren Vereinigung festzuhalten sind. Itzehoe: Schuberth und Niemeyer 1835
- Prolegomena De Notione Proprii Rerumque Dominii… Diss. iur., Kopenhagen 1840
- Danmark, Slesvig og Holsten. 2 Bände, Kopemhagen: Lund 1843
- Essai historique sur la question de la succession du Royaume de Dannemark et analyse de droit quant aux Duchés de Slesvig et de Holstein.  Kopemhagen: Biancoluno 1844
- Hertugdømmet Slesvigs selvstændige Udvikling og adskilte Forvaltning. Kopenhagen: Reitzel 1844
- Dänische Zustände. Altona 1846
- Der dänische Staat und die Separatisten, als Berichtigung irrthümlicher Partei-Ansichten in Geschichte und Recht: nebst Belegen und bisher nicht veröffentlichten Urkunden. Altona: Esch 1847
- Nachbildung Dänischer Poesien : zum Gedächtniss der Schweden und Norweger, welche im Kampfe für Dänemark gefallen sind. Kopenhagen: Salomon 1848
- Der Waffenstillstand zwischen Dänemark und Preußen. Kopemhagen: Bianco Luno 1848 (Digitalisat)
- Betragtninger over tilstanden i Danmark. Kopenhagen: Salomon 1849
- Die Gräfin Louise Danner, geborne Rasmussen, Dänemarks Genius: Febr. 1855. Hamburg: Voigt 1855
- Dänemarks und Nordamerikas Streit über den Sundzoll. Kopenhagen: Friberg & Falch 1856
- Herrn v. Scheeles Sturz: Darstellung der Ministerkrisis im April 1857. Aus dem Dänischen, Hamburg: Basset 1857
- Der dänische Skandinavismus, oder der Schleswig-Danismus, im Conflikt mit der dänischen Monarchie, mit Deutschland und den Herzogthümern. Kopenhagen 1857
- Die direkte Eisenbahn von Lübeck nach Hamburg…  Kopenhagen: Bording 1858
- Recht und Willkür in Schleswig: ein Beitrag zur Sprachfrage; (zugleich als Abwehr gegen Prof. Clausen). Leipzig : Falcke, [ca. 1860]
- Aktenstücke in Sachen des dänischen Pöbels wider Baron C. Dirckinck-Holmfeld, nebst Ansichten über die jetzige Sachlage des deutsch-dänischen Streits: Juli 1861. Hamburg & Leipzig: Falcke 1861
- Attic tracts on Danish and German matters.London: Trübner 1861 (Digitalisat)
- Der Christenspiegel: als Widerlegung der im „Judenspiegel“, gegen die Emancipation der Juden, aufgestellten Behauptungen. Hamburg: Falcke 1862 (Digitalisat)
- Das Königthum von Gottes Gnaden: Einleitung in die Behandlung der Verfassungsfragen. Hamburg: Falcke 1863 (Digitalisat)
- Wer hat Recht: König Christian IX. oder: Der Augustenburger? Zur Beleuchtung der Situation December 1863. Altona: Eigenverl. des Verf. 1863
- Bedenken für und wider die Verbindung der Herzogthümer mit Dänemark. Hamburg: Richter in Comm., 1864
- The Palmerston monument erected from thr ruins of the destroyed danish monarchy. Hamburg; London: Richter; Hachette 1864
- Das Unfehlbarkeits-Dogma oder Römische Politik und Deutsches Reich. Pinneberg 1875 (Digitalisat)
- The Last Chapter of a Yet Unpublished Book Supplementary of Mr. W. Howitt’s History of the Supernatural of 1863, Etc. (Spiritualism, Its Causes and Effects.). Hamburg: Hoffmann & Campe 1875 (Digitalisat)
- Das Dogma ewiger Verdammniss widerlegt nach Swedenborg. Hamburg: Hoffmann & Campe 1876 (Digitalisat)
- Louis Schepeler (Hrrg.): Erfahrungen aus dem Rechts-und Staatsleben / nach Aufzeichnungen der Freiherrn Constant Dirckinck-Holmfeld. Kopenhagen 1879
- Spiritualismus und Spiritismus, ihr Werth und Zweck und kurze Theodicee zur Würdigung derselben. Leipzig 1880